# پریسا فیتز-هنلی
پریسا فیتز-هنلی (انگلیسی: Parisa Fitz-Henley؛ زادهٔ ۲۲ ژوئیهٔ ۱۹۷۷) هنرپیشه جامائیکایی-آمریکایی است. وی از سال ۲۰۰۶ میلادی تاکنون مشغول فعالیت بوده است.
او در فیلم لولا در مقابل بازی کرده است.